# Großer Preis von San Marino 1993
Der Große Preis von San Marino 1993 (offiziell 13° Gran Premio di San Marino) fand am 25. April auf dem Autodromo Enzo e Dino Ferrari in Imola statt und war das vierte Rennen der Formel-1-Weltmeisterschaft 1993.

## Berichte

### Hintergrund
Nach dem Großen Preis von Europa führte Ayrton Senna in der Fahrerwertung mit zwölf Punkten vor Alain Prost und mit 14 Punkten vor Damon Hill. In der Konstrukteurswertung führte Williams-Renault punktgleich mit McLaren-Ford mit 19 Punkten vor Lotus-Ford.
Dasselbe Teilnehmerfeld, das zwei Wochen zuvor den Großen Preis von Europa bestritten hatte, trat auch zum vierten WM-Lauf des Jahres in Imola an.
Im Vorfeld des Rennens versuchte Senna den Motorenhersteller Cosworth davon zu überzeugen, künftig bessere Aggregate an McLaren zu liefern und somit die Bevorzugung von Benetton aufzugeben. Er begründete dies mit seiner im Vergleich zu den beiden Benetton-Fahrern Michael Schumacher und Riccardo Patrese deutlich besseren Punktebilanz nach den ersten drei Rennen des Jahres. Benetton verhinderte die Umsetzung von Sennas Wunsch erfolgreich. Erst kurz vor dem Beginn des ersten Trainings erschien dieser an der Rennstrecke, nachdem er sich trotz des Scheiterns seines Anliegens für die Teilnahme am Rennwochenende entschieden hatte.
Mit Senna (dreimal), Prost (zweimal) und Patrese (einmal) traten drei ehemalige Sieger zu diesem Grand Prix an.

### Qualifying
Die beiden Williams-Piloten Prost und Hill qualifizierten sich für die erste Startreihe vor Schumacher und Senna. Karl Wendlinger und Michael Andretti bildeten die dritte Reihe.

### Rennen
Am Renntag begann es um die Mittagszeit zu regnen. Obwohl es wenig später bereits wieder aufhörte, fand der Start bei feuchten Streckenbedingungen statt.
Hill ging in Führung vor Senna, Prost und Schumacher. Mark Blundell und Patrese schieden während der ersten Runde durch voneinander unabhängige Unfälle im Bereich der Tosa-Kurve aus. In der siebten Runde zog Prost an Senna vorbei. Kurz darauf war die Strecke soweit abgetrocknet, dass die meisten Piloten an der Box Slicks montieren ließen. Durch einen gegenüber Prost schnelleren Boxenstopp gelangte Senna wieder auf den zweiten Rang. Hill verlor durch einen ebenfalls vergleichsweise langen Boxenstopp einen Großteil seines Vorsprungs.
In der zwölften Runde überholte Prost in der Tosa-Kurve sowohl Senna als auch Hill und übernahm somit die Führung. Senna zog ebenfalls an Hill vorbei. Durch dessen Ausscheiden aufgrund eines Bremsdefektes in Runde 20 gelangte Schumacher auf den dritten Rang. Wendlinger folgte zu diesem Zeitpunkt vor Andretti.
Nach 42 Runden musste Senna infolge eines Hydraulikschadens aufgeben. Prost siegte vor Schumacher, Martin Brundle, JJ Lehto, Philippe Alliot und Fabrizio Barbazza.
In der Fahrerwertung blieben die ersten drei Positionen unverändert. In der Konstrukteurswertung übernahm Williams-Renault die alleinige Führung vor McLaren-Ford, neuer Dritter war Benetton-Ford.

## Meldeliste
| Team                        | Nr. | Fahrer               | Chassis        | Motor                        | Reifen |
| --------------------------- | --- | -------------------- | -------------- | ---------------------------- | ------ |
| Canon Williams Team         | 0   | Damon Hill           | Williams FW15C | Renault RS5 3.5 V10          | G      |
| Canon Williams Team         | 02  | Alain Prost          | Williams FW15C | Renault RS5 3.5 V10          | G      |
| Tyrrell Racing Organisation | 03  | Ukyō Katayama        | Tyrrell 020C   | Yamaha OX10A 3.5 V10         | G      |
| Tyrrell Racing Organisation | 04  | Andrea de Cesaris    | Tyrrell 020C   | Yamaha OX10A 3.5 V10         | G      |
| Camel Benetton Ford         | 05  | Michael Schumacher   | Benetton B193B | Ford Cosworth HB 3.5 V8      | G      |
| Camel Benetton Ford         | 06  | Riccardo Patrese     | Benetton B193B | Ford Cosworth HB 3.5 V8      | G      |
| Marlboro McLaren            | 07  | Michael Andretti     | McLaren MP4/8  | Ford Cosworth HB 3.5 V8      | G      |
| Marlboro McLaren            | 08  | Ayrton Senna         | McLaren MP4/8  | Ford Cosworth HB 3.5 V8      | G      |
| Footwork Mugen Honda        | 09  | Derek Warwick        | Footwork FA14  | Mugen-Honda MF-351HB 3.5 V10 | G      |
| Footwork Mugen Honda        | 10  | Aguri Suzuki         | Footwork FA14  | Mugen-Honda MF-351HB 3.5 V10 | G      |
| Team Lotus                  | 11  | Alessandro Zanardi   | Lotus 107B     | Ford Cosworth HB 3.5 V8      | G      |
| Team Lotus                  | 12  | Johnny Herbert       | Lotus 107B     | Ford Cosworth HB 3.5 V8      | G      |
| Sasol Jordan                | 14  | Rubens Barrichello   | Jordan 193     | Hart 1035 3.5 V10            | G      |
| Sasol Jordan                | 15  | Thierry Boutsen      | Jordan 193     | Hart 1035 3.5 V10            | G      |
| Larrousse F1                | 19  | Philippe Alliot      | Larrousse LH93 | Lamborghini 3512 3.5 V12     | G      |
| Larrousse F1                | 20  | Érik Comas           | Larrousse LH93 | Lamborghini 3512 3.5 V12     | G      |
| Lola BMS Scuderia Italia    | 21  | Michele Alboreto     | Lola T93/30    | Ferrari 040 3.5 V12          | G      |
| Lola BMS Scuderia Italia    | 22  | Luca Badoer          | Lola T93/30    | Ferrari 040 3.5 V12          | G      |
| Minardi Team                | 23  | Christian Fittipaldi | Minardi M193   | Ford Cosworth HB 3.5 V8      | G      |
| Minardi Team                | 24  | Fabrizio Barbazza    | Minardi M193   | Ford Cosworth HB 3.5 V8      | G      |
| Ligier Gitanes Blondes      | 25  | Martin Brundle       | Ligier JS39    | Renault RS5 3.5 V10          | G      |
| Ligier Gitanes Blondes      | 26  | Mark Blundell        | Ligier JS39    | Renault RS5 3.5 V10          | G      |
| Scuderia Ferrari            | 27  | Jean Alesi           | Ferrari F93A   | Ferrari 041 3.5 V12          | G      |
| Scuderia Ferrari            | 28  | Gerhard Berger       | Ferrari F93A   | Ferrari 041 3.5 V12          | G      |
| Lighthouse Sauber           | 29  | Karl Wendlinger      | Sauber C12     | Sauber 2175 3.5 V10          | G      |
| Lighthouse Sauber           | 30  | JJ Lehto             | Sauber C12     | Sauber 2175 3.5 V10          | G      |

## Klassifikationen

### Qualifying
| Pos. | Fahrer               | Konstrukteur          | 1. Qualifikationstraining | 1. Qualifikationstraining | 2. Qualifikationstraining | 2. Qualifikationstraining | Start |
| Pos. | Fahrer               | Konstrukteur          | Zeit                      | Ø-Geschwindigkeit         | Zeit                      | Ø-Geschwindigkeit         | Start |
| ---- | -------------------- | --------------------- | ------------------------- | ------------------------- | ------------------------- | ------------------------- | ----- |
| 01   | Alain Prost          | Williams-Renault      | 1:22,788                  | 219,162 km/h              | 1:22,070                  | 221,080 km/h              | 01    |
| 02   | Damon Hill           | Williams-Renault      | 1:22,540                  | 219,821 km/h              | 1:22,168                  | 220,816 km/h              | 02    |
| 03   | Michael Schumacher   | Benetton-Ford         | 1:23,988                  | 216,031 km/h              | 1:23,919                  | 216,208 km/h              | 03    |
| 04   | Ayrton Senna         | McLaren-Ford          | 1:24,042                  | 215,892 km/h              | 1:24,007                  | 215,982 km/h              | 04    |
| 05   | Karl Wendlinger      | Sauber                | 1:25,789                  | 211,496 km/h              | 1:24,720                  | 214,164 km/h              | 05    |
| 06   | Michael Andretti     | McLaren-Ford          | –                         | –                         | 1:24,793                  | 213,980 km/h              | 06    |
| 07   | Mark Blundell        | Ligier-Renault        | 1:25,405                  | 212,447 km/h              | 1:24,804                  | 213,952 km/h              | 07    |
| 08   | Gerhard Berger       | Ferrari               | 1:24,822                  | 213,907 km/h              | 1:25,161                  | 213,055 km/h              | 08    |
| 09   | Jean Alesi           | Ferrari               | 1:24,906                  | 213,695 km/h              | 1:24,829                  | 213,889 km/h              | 09    |
| 10   | Martin Brundle       | Ligier-Renault        | 1:26,181                  | 210,534 km/h              | 1:24,893                  | 213,728 km/h              | 10    |
| 11   | Riccardo Patrese     | Benetton-Ford         | 1:24,916                  | 213,670 km/h              | 1:24,896                  | 213,720 km/h              | 11    |
| 12   | Johnny Herbert       | Lotus-Ford            | 1:25,742                  | 211,612 km/h              | 1:25,115                  | 213,170 km/h              | 12    |
| 13   | Rubens Barrichello   | Jordan-Hart           | 1:26,142                  | 210,629 km/h              | 1:25,169                  | 213,035 km/h              | 13    |
| 14   | Philippe Alliot      | Larrousse-Lamborghini | 1:25,482                  | 212,255 km/h              | 1:25,629                  | 211,891 km/h              | 14    |
| 15   | Derek Warwick        | Footwork-Mugen-Honda  | 1:25,971                  | 211,048 km/h              | 1:25,901                  | 211,220 km/h              | 15    |
| 16   | JJ Lehto             | Sauber                | 1:25,941                  | 211,122 km/h              | 1:26,358                  | 210,102 km/h              | 16    |
| 17   | Érik Comas           | Larrousse-Lamborghini | 1:26,947                  | 208,679 km/h              | 1:26,279                  | 210,295 km/h              | 17    |
| 18   | Andrea de Cesaris    | Tyrrell-Yamaha        | 1:27,312                  | 207,806 km/h              | 1:26,429                  | 209,930 km/h              | 18    |
| 19   | Thierry Boutsen      | Jordan-Hart           | 1:26,810                  | 209,008 km/h              | 1:26,436                  | 209,913 km/h              | 19    |
| 20   | Alessandro Zanardi   | Lotus-Ford            | 1:26,465                  | 209,842 km/h              | 1:35,748                  | 189,497 km/h              | 20    |
| 21   | Aguri Suzuki         | Footwork-Mugen-Honda  | 1:26,707                  | 209,256 km/h              | 1:26,657                  | 209,377 km/h              | 21    |
| 22   | Ukyō Katayama        | Tyrrell-Yamaha        | 1:27,569                  | 207,197 km/h              | 1:26,900                  | 208,792 km/h              | 22    |
| 23   | Christian Fittipaldi | Minardi-Ford          | 1:27,753                  | 206,762 km/h              | 1:27,277                  | 207,890 km/h              | 23    |
| 24   | Luca Badoer          | Lola-Ferrari          | 1:27,371                  | 207,666 km/h              | 1:27,388                  | 207,626 km/h              | 24    |
| 25   | Fabrizio Barbazza    | Minardi-Ford          | 1:28,032                  | 206,107 km/h              | 1:27,602                  | 207,119 km/h              | 25    |
| DNQ  | Michele Alboreto     | Lola-Ferrari          | 1:27,801                  | 206,649 km/h              | 1:27,771                  | 206,720 km/h              | –     |

### Rennen
| Pos. | Fahrer               | Konstrukteur          | Runden | Stopps | Zeit        | Start | Schnellste Runde |
| ---- | -------------------- | --------------------- | ------ | ------ | ----------- | ----- | ---------------- |
| 01   | Alain Prost          | Williams-Renault      | 61     | 1      | 1:33:20,413 | 01    | 1:26,128 (42.)   |
| 02   | Michael Schumacher   | Benetton-Ford         | 61     | 1      | + 32,410    | 03    | 1:26,612 (41.)   |
| 03   | Martin Brundle       | Ligier-Renault        | 60     | 1      | + 1 Runde   | 10    | 1:28,430 (45.)   |
| 04   | JJ Lehto             | Sauber                | 59     | 1      | DNF         | 16    | 1:29,092 (44.)   |
| 05   | Philippe Alliot      | Larrousse-Lamborghini | 59     | 1      | + 2 Runden  | 14    | 1:28,636 (48.)   |
| 06   | Fabrizio Barbazza    | Minardi-Ford          | 59     | 1      | + 2 Runden  | 25    | 1:29,646 (39.)   |
| 07   | Luca Badoer          | Lola-Ferrari          | 58     | 1      | + 3 Runden  | 24    | 1:31,751 (46.)   |
| 08   | Johnny Herbert       | Lotus-Ford            | 57     | 1      | DNF         | 12    | 1:28,324 (45.)   |
| 09   | Aguri Suzuki         | Footwork-Mugen-Honda  | 54     | 3      | + 7 Runden  | 21    | 1:29,332 (29.)   |
| –    | Alessandro Zanardi   | Lotus-Ford            | 53     | 1      | DNF         | 20    | 1:27,690 (41.)   |
| –    | Karl Wendlinger      | Sauber                | 48     | 3      | DNF         | 05    | 1:29,304 (30.)   |
| –    | Ayrton Senna         | McLaren-Ford          | 42     | 1      | DNF         | 04    | 1:27,490 (28.)   |
| –    | Jean Alesi           | Ferrari               | 40     | 1      | DNF         | 09    | 1:28,317 (30.)   |
| –    | Christian Fittipaldi | Minardi-Ford          | 36     | 3      | DNF         | 23    | 1:30,438 (22.)   |
| –    | Michael Andretti     | McLaren-Ford          | 32     | 1      | DNF         | 06    | 1:28,803 (30.)   |
| –    | Derek Warwick        | Footwork-Mugen-Honda  | 29     | 2      | DNF         | 15    | 1:28,874 (28.)   |
| –    | Ukyō Katayama        | Tyrrell-Yamaha        | 22     | 1      | DNF         | 22    | 1:33,541 (19.)   |
| –    | Damon Hill           | Williams-Renault      | 20     | 1      | DNF         | 02    | 1:28,590 (19.)   |
| –    | Érik Comas           | Larrousse-Lamborghini | 18     | 1      | DNF         | 17    | 1:30,983 (15.)   |
| –    | Andrea de Cesaris    | Tyrrell-Yamaha        | 18     | 1      | DNF         | 18    | 1:34,556 (18.)   |
| –    | Rubens Barrichello   | Jordan-Hart           | 17     | 2      | DNF         | 13    | 1:32,432 (15.)   |
| –    | Gerhard Berger       | Ferrari               | 8      | 0      | DNF         | 08    | 1:42,881 (08.)   |
| –    | Thierry Boutsen      | Jordan-Hart           | 1      | 0      | DNF         | 19    | 12:17,162 (01.)  |
| –    | Mark Blundell        | Ligier-Renault        | 0      | 0      | DNF         | 07    | –                |
| –    | Riccardo Patrese     | Benetton-Ford         | 0      | 0      | DNF         | 11    | –                |

## WM-Stände nach dem Rennen
Die ersten sechs des Rennens bekamen 10, 6, 4, 3, 2 bzw. 1 Punkt(e).

### Fahrerwertung
| Pos. | Fahrer               | Konstrukteur          | Punkte |
| ---- | -------------------- | --------------------- | ------ |
| 01   | Ayrton Senna         | McLaren-Ford          | 26     |
| 02   | Alain Prost          | Williams-Renault      | 24     |
| 03   | Damon Hill           | Williams-Renault      | 12     |
| 04   | Michael Schumacher   | Benetton-Ford         | 10     |
| 05   | Johnny Herbert       | Lotus-Ford            | 6      |
| 06   | Mark Blundell        | Ligier-Renault        | 6      |
| 07   | JJ Lehto             | Sauber                | 5      |
| 08   | Martin Brundle       | Ligier-Renault        | 4      |
| 09   | Christian Fittipaldi | Minardi-Ford          | 3      |
| 10   | Riccardo Patrese     | Benetton-Ford         | 2      |
| 11   | Philippe Alliot      | Larrousse-Lamborghini | 2      |
| 12   | Fabrizio Barbazza    | Minardi-Ford          | 2      |
| 13   | Gerhard Berger       | Ferrari               | 1      |
| 14   | Alessandro Zanardi   | Lotus-Ford            | 1      |

| Pos. | Fahrer             | Konstrukteur          | Punkte |
| ---- | ------------------ | --------------------- | ------ |
| 15   | Derek Warwick      | Footwork-Mugen-Honda  | 0      |
| 16   | Luca Badoer        | Lola-Ferrari          | 0      |
| 17   | Jean Alesi         | Ferrari               | 0      |
| 18   | Érik Comas         | Larrousse-Lamborghini | 0      |
| 19   | Aguri Suzuki       | Footwork-Mugen-Honda  | 0      |
| 20   | Rubens Barrichello | Jordan-Hart           | 0      |
| 21   | Michele Alboreto   | Lola-Ferrari          | 0      |
| –    | Karl Wendlinger    | Sauber                | 0      |
| –    | Michael Andretti   | McLaren-Ford          | 0      |
| –    | Ukyō Katayama      | Tyrrell-Yamaha        | 0      |
| –    | Andrea de Cesaris  | Tyrrell-Yamaha        | 0      |
| –    | Thierry Boutsen    | Jordan-Hart           | 0      |
| –    | Ivan Capelli       | Jordan-Hart           | 0      |

### Konstrukteurswertung
| Pos. | Konstrukteur     | Punkte |
| ---- | ---------------- | ------ |
| 01   | Williams-Renault | 36     |
| 02   | McLaren-Ford     | 26     |
| 03   | Benetton-Ford    | 12     |
| 04   | Ligier-Renault   | 10     |
| 05   | Lotus-Ford       | 7      |
| 06   | Sauber           | 5      |
| 07   | Minardi-Ford     | 5      |

| Pos. | Konstrukteur          | Punkte |
| ---- | --------------------- | ------ |
| 08   | Larrousse-Lamborghini | 2      |
| 09   | Ferrari               | 1      |
| 10   | Footwork-Mugen-Honda  | 0      |
| 11   | Lola-Ferrari          | 0      |
| 12   | Jordan-Hart           | 0      |
| –    | Tyrrell-Yamaha        | 0      |